# Cossirano
Cossirano è una frazione del comune di Trenzano, in provincia di Brescia. Fu un comune autonomo fino al 1928.

## Origini del nome
Il nome è di origine romana e deriva da Causorius o da Causorianus.
Originariamente il paese era diviso nei quattro cantoni di Villanuova, Chiesa, Tezze e Livelli; i toponimi sono ancora in uso.

## Monumenti e luoghi d'interesse

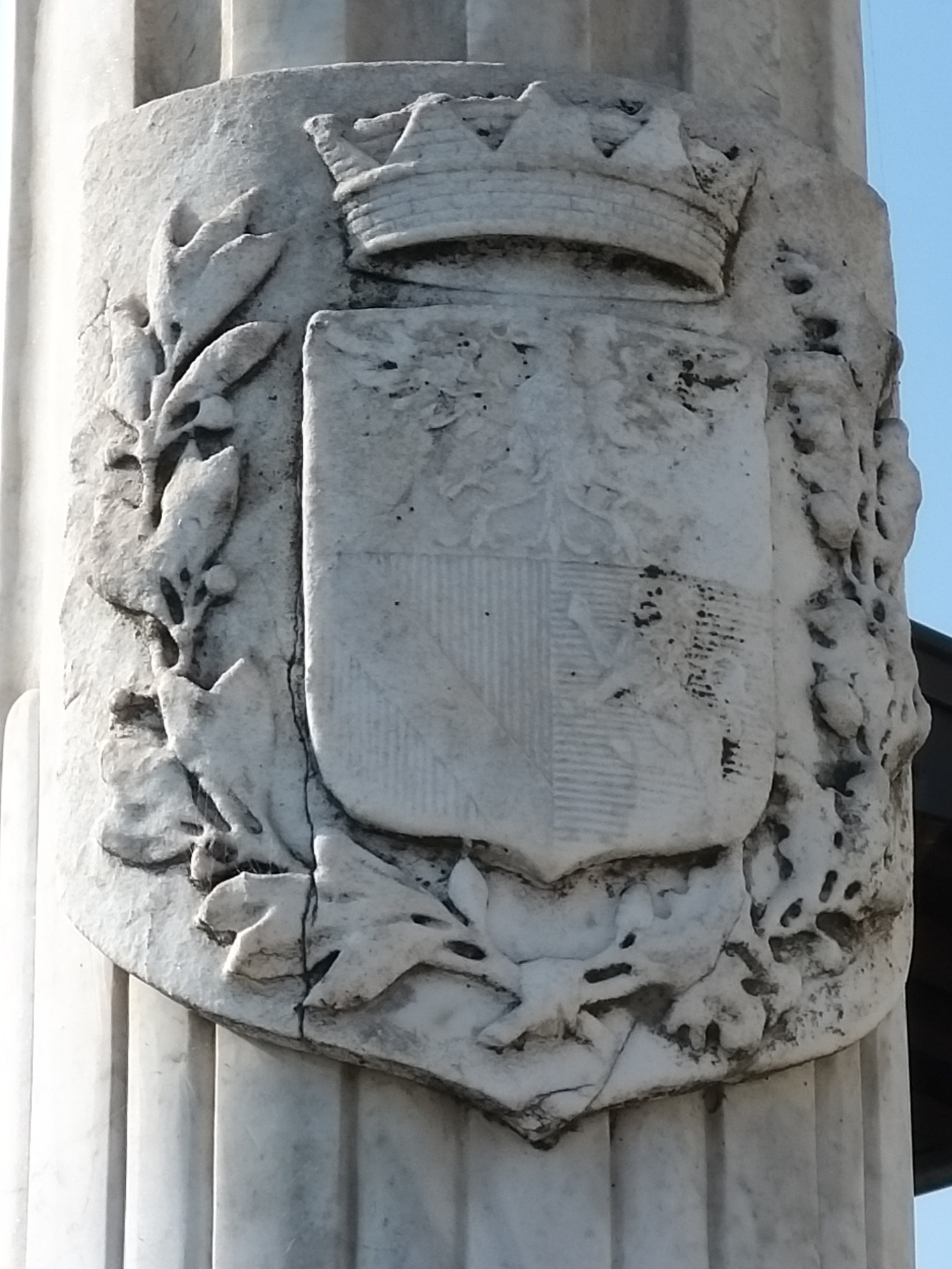
Stemma del comune di Cossirano presente sulla stele del monumento ai caduti

- Chiesa parrocchiale di San Valentino: è un'antica chiesa di medio-piccole dimensioni posta sulla SP 21.
- Risorgive: è un fenomeno acquatico presente sul territorio di Cossirano, e quindi del territorio comunale di Trenzano, provocato dall'affioramento delle acque della falda freatica in superficie per via dello strato argilloso che spinge l'acqua verso l'alto.

Ulteriori luoghi d'interesse sono la cappella dei caduti, il mulino delle lame, il parchetto comunale.
Nella primavera 2008 è stata rinnovata la pista ciclabile e pedonale che collega Cossirano, il cimitero e Trenzano.

## Cultura

### Ricorrenze
Il santo patrono è san Valentino, che viene festeggiato sia il 14 febbraio sia l'ultima Domenica di aprile, durante la quale si assiste alla processione per le vie del paese.

### Eventi
Il paese è noto per il Festù. Evento a cadenza quinquennale che colora il paese con decorazioni floreali e riunisce gli abitanti in dieci giorni di festeggiamenti, con spettacoli e intrattenimenti tra cui: Il palo della cuccagna, il Ciancol, la cariolata delle mamme, fanfara dei bersaglieri e molto altro ancora... inoltre viene servita la cucina tipica della provincia presso l'oratorio; infine da non dimenticare la solenne processione con la benedizione dei quattro angoli del paese, e lo spettacolo pirotecnico a chiusura della manifestazione.

## Amministrazione
| Periodo | Periodo | Primo cittadino     | Partito | Carica  | Note |
| ------- | ------- | ------------------- | ------- | ------- | ---- |
| 1861    | 1868    | Giacomo Remondina   |         | Sindaco |      |
| 1869    | 1872    | Lodovico Richini    |         | Sindaco |      |
| 1872    | 1874    | Giacomo Remondina   |         | Sindaco |      |
| 1875    | 1892    | Giuseppe Falconi    |         | Sindaco |      |
| 1894    | 1899    | Giuseppe Remondina  |         | Sindaco |      |
| 1899    | 1902    | Giuseppe Negrinelli |         | Sindaco |      |
| 1902    | 1902    | Luigi Martinengo    |         | Sindaco |      |
| 1902    | 1908    | Giuseppe Gatti      |         | Sindaco |      |
| 1908    | 1915    | Giuseppe Remondina  |         | Sindaco |      |
| 1915    | 1917    | Luigi Gatti         |         | Sindaco |      |
| 1918    | 1920    | Giacomo Migliorati  |         | Sindaco |      |
| 1920    | 1926    | Giovanni M. Platto  |         | Sindaco |      |
| 1926    | 1928    | Giuseppe Falconi    | PNF     | Podestà |      |

## Infrastrutture e trasporti
La stazione di Trenzano-Cossirano era posta lungo la ferrovia Cremona-Iseo, in concessione alla Società Nazionale Ferrovie e Tramvie, attivata per tratte a partire dal 1911 e soppressa nel 1956.